# John Shore, Nam tước Teignmouth thứ 1
John Shore, Nam tước Teignmouth thứ 1 (05 tháng 10 năm 1751 - 14 tháng 02 năm 1834) là một quan chức người Anh của Công ty Đông Ấn Anh, từng giữ chức Toàn quyền Ấn Độ từ năm 1793 đến năm 1798, và là Toàn quyền chính thức thứ 3 của Ấn Độ thuộc Anh, sau Warren Hastings và Bá tước Cornwallis. Với những đóng góp to lớn cho Đế quốc Anh tại Tiểu lục địa Ấn Độ, năm 1798, từ vị trí một thường dân, ông đã được phong Nam tước xứ Teignmouth, thuộc ngạch Quý tộc Ireland.
Shore là chủ tịch đầu tiên của Hiệp hội Kinh thánh Anh và nước ngoài. Ông là bạn thân của nhà Đông phương học William Jones (1746–1794), Shore đã biên tập một cuốn hồi ký về cuộc đời của Jones vào năm 1804, trong đó có nhiều bức thư của Jones.
Ông sinh ra và lớn lên trong một gia đình thường dân, với bố là viên chức của Công ty Đông Ấn Anh, hoàn toàn không có tước vị quý tộc nào. Ông đã từng bước vươn lên trở thành một nhà quản lý thuộc địa tại Ấn Độ. Năm 1792, để tưởng thưởng cho những cống hiến của ông, vua George III đã ban cho ông tước vị Nam tước Teignmouth, trước khi ông lên đường sang Ấn Độ đảm nhiệm ghế Toàn quyền, và từ đó nâng địa vị của ông và gia đình lên hàng quý tộc Anh. Tước vị này truyền được 7 đời, qua 189 năm, đến đời Frederick Shore, Nam tước thứ 7 (1920 - 1981) thì tuyệt tự.

## Cuộc sống đầu đời
Ông sinh ra tại Phố St. James, Trung tâm của kinh đô London, Vương quốc Anh, vào ngày 05/10/1751, ông là con trai cả của Thomas Shore ở Meton Place, gần Romford, một nhân viên của Công ty Đông Ấn Anh, với vợ ông là Dorothy, con gái của Thuyền trưởng Shepherd thuộc dịch vụ hải quân của Công ty Đông Ấn. Năm 14 tuổi, Shore được gửi đến Trường Harrow. Vào năm 17 tuổi, Shore được chuyển đến một trường thương mại ở Hoxton với mục đích học kế toán, để giành lấy một cơ hội do thương gia Frederick Pigou, một người bạn của gia đình hứa sẽ trao cho ông. Vào cuối năm 1768, ông lên đường đến Ấn Độ với tư cách là một kế toán của Công ty Đông Ấn.
Ngay sau khi ông đến Kolkata, lúc đó được gọi là Calcutta thuộc Subah Bengal, Đế quốc Mogul, vào 05/1769, Shore được bổ nhiệm vào bộ chính trị bí mật, trong đó ông ở lại trong khoảng 12 tháng. Vào tháng 09/1770, ông được đề cử làm trợ lý cho hội đồng quản trị doanh thu tại Murshidabad. Năm 19 tuổi Shore đã nắm trong tay quyền tài phán và dân sự của một quận lớn; ông cũng bắt đầu học ngôn ngữ bản địa.
Năm 1772, Shore đến Rajshahi với tư cách trợ lý đầu tiên của Thường trú Anh tại tỉnh. Một năm sau đó, ông tạm thời trở thành phiên dịch viên tiếng Ba Tư và thư ký cho Hội đồng quản trị tại Murshidabad. Tháng 06/1775, ông được bổ nhiệm làm thành viên của Hội đồng doanh thu tại Calcutta. Ông tiếp tục giữ chức vụ đó cho đến khi hội đồng giải tán vào cuối năm 1780. Mặc dù ông đã sửa lại một trong những cáo buộc do Philip Francis đưa ra chống lại Warren Hastings, và được cho là đã viết một trong những quan điểm chống lại Toà án tối cao và Elijah Impey, ông được Toàn quyền Ấn Độ thời bấy giờ bổ nhiệm vào một ghế trong Uỷ ban doanh thu tại Calcutta, nơi thay thế Hội đồng tỉnh.

## Thăng tiến tại Ấn Độ
Shore đã nhận được sự tín nhiệm từ Toàn quyền Ấn Độ Warren Hastings, vì đã hoàn thành rất tốt các nghiệm vụ được giao cho. Ngoài những công việc quản lý các khoản thu, ông còn dành nhiều thời gian của mình cho việc xét xử các vụ án oan sai. Ông đóng vai trò là ủy viên doanh thu ở Dacca và Behar, đồng thời vạch ra các kế hoạch cải cách tư pháp và tài chính. Trong một sự vụ liên quan đến các khoản chi xa hoa liên quan đến Toàn quyền, Shore thay vì truyền đạt quan điểm trực tiếp lên Warren Hastings thì ông đã nói vấn đề này cho John Macpherson và ông này đã thay vì truyền đạt riêng cho Toàn quyền thì đã lưu vào hồ sơ của Hội đồng tối cao, sau này được dùng để chống lại Hastings. Chính điều này đã khiến ông mất lòng tin từ Toàn quyền, Shore đã từ bỏ ghế của mình trong Hội đồng quản trị.
Vào tháng 01/1785, Shore trở về Anh cùng đợt với Toàn quyền Warren Hastings, và ngày 14/02/1786, ông kết hôn với Charlotte, con gái duy nhất của James Cornish, một bác sĩ y khoa tại Teignmouth.
Sau khi được Công ty Đông Ấn Anh bổ nhiệm vào Hội đồng Tối cao, Shore trở về Ấn Độ, và vào ngày 21/01/1787, ông nhận ghế của mình với tư cách là thành viên của chính phủ Bengal. Nhiều cải cách của đương kiêm Toàn quyền Ấn Độ Charles Cornwallis thiết lập là do ảnh hưởng của Shore trong Hội đồng. Mùa hè năm 1789, Shore hoàn thành quyết toán 10 năm về doanh thu ở Bengal, Bihar và Odisha. Mặc dù Shore đã khuyến nghị nên thận trọng và điều tra thêm. Ông phản đối sự cứng nhắc, quyết định ủng hộ quyền sở hữu độc quyền của các zamindar, đã được Toàn quyền Charles Cornwallis phê chuẩn và tạo thành cơ sở của Thoả thuận Định cư lâu dài (Permanent Settlement).
Tháng 12/1789, Shore lên đường trở về Vương quốc Anh, và tàu cập cảng vào tháng 04/1790. Ông đã bị từ chối trao tước vị Nam tước với lý do bản thân chưa tương xứng về tài sản và địa vị xã hội. Ngày 02/06/1790, ông được mời ra làm nhân chứng trước toà trong phiên xét xử cựu Toàn quyền Warren Hastings, liên quan đến các giao dịch của Uỷ ban doanh thu tại Calcutta.

## Toàn quyền Ấn Độ
Ngày 19/09/1792, Shore được Công ty Đông Ấn Anh bổ nhiệm vào vị trí Toàn quyền Ấn Độ, thay cho Bá tước Cornwallis, và ông được phong Nam tước vào ngày 02/10 cùng năm, dù bị Edmund Burke phản đối. Shore lên thuyền đến Ấn Độ và đến ngày 10/03/1793, ông đến Calcutta, ngày 28/10/1793, ông chính thức đảm nhiệm vai trò Toàn quyền thay cho Bá tước Cornwallis.